# J. Stapleton Roy
 (février 2019).
Si vous disposez d'ouvrages ou d'articles de référence ou si vous connaissez des sites web de qualité traitant du thème abordé ici, merci de compléter l'article en donnant les références utiles à sa vérifiabilité et en les liant à la section « Notes et références ».
J. Stapleton Roy (en chinois 芮效俭 ; né en 1935) est un ancien haut diplomate au service des États-Unis spécialisé dans les affaires avec l'Asie. Parlant couramment le chinois, Roy a passé une grande partie de sa carrière en Asie de l'Est, où il a notamment travaillé à Bangkok (deux fois), à Hong Kong, à Taipei, à Beijing (deux fois), à Singapour et à Jakarta. Il s'est également spécialisé dans les affaires soviétiques et a servi à Moscou au plus fort de la guerre froide. L’Ambassadeur Roy a été Secrétaire d’État adjoint au renseignement et à la recherche de 1999 à 2000.

## Petite enfance et éducation
Roy est né à Nankin, en Chine, où son père, Andrew Tod Roy, était un missionnaire presbytérien et un enseignant, il reste en Chine jusqu'à ce qu'il soit dénoncé par le nouveau gouvernement et expulsé en 1951. Son frère est David Tod Roy, un érudit réputé et traducteur de la littérature chinoise. À Shanghai, il fréquente la Shanghai American School (SAS), mais quitte la Chine et la SAS après la fermeture de cette école en 1949, à la suite de la prise de contrôle par les communistes de Shanghai. Il fréquenta la Mount Hermon School (aujourd'hui Northfield Mount Hermon) et, en 1956, obtint son diplôme avec la plus grande distinction de l'Université de Princeton, où il se spécialisa en histoire et fut élu à Phi Beta Kappa.

## Carrière
Roy sera trois fois ambassadeur, servant haut émissaire américain à Singapour (1984-86), le peuple de République de Chine (1991-95), et l'Indonésie (1996-1999). En 1996, il a été promu au rang d’ ambassadeur de carrière, le plus haut rang du service des affaires étrangères des États-Unis.
Roy est actuellement vice-président du conseil de Kissinger Associates, Inc., président du conseil consultatif Hopkins-Nanjing créé pour aider Hopkins dans son partenariat avec l'Université de Nanjing, qui gère conjointement le centre Hopkins-Nanjing (établissement de Campus de l’Université de Nanjing à Nanjing, en Chine) et administrateur de ConocoPhillips et de Freeport-McMoRan Copper & Gold, Inc. Il est également administrateur de la Fondation Carnegie pour la paix internationale et coprésident de la United States - Indonesia Society (USINDO). Les évaluations de Roy sur les tendances en Chine et les relations américano-chinoises sont très demandées. Il a prononcé l'un de ces discours en avril 2007 sur les relations américano-chinoises à l'USC US-China Institute. Ses points de vue faisaient également partie du documentaire Election '08de l'institut et du défi de la Chine.
En août 2008, Roy a été nommé directeur du Kissinger Institute for US-Studies auprès du Woodrow Wilson International Center for Scholars. Il siège au conseil consultatif de America Abroad Media, une organisation à but non lucratif basée à Washington, DC.

## Voir également
- Chronologie des relations entre les États-Unis et la Chine, 1995-1997
- Vidéo et texte d'une conférence d'avril 2007 de J. Stapleton Roy